# اردوگاه کار اجباری زاکسن‌هاوزن
اردوگاه کار اجباری زاکسن‌هاوزن (به آلمانی: KZ Sachsenhausen) از بزرگترین اردوگاه‌های کار اجباری نازی‌ها بود که توسط آلمان نازی در ژوئیه سال ۱۹۳۶ در ۳۵ کیلومتری شمال برلین تأسیس شد و بین سال‌های ۱۹۳۶ تا ۱۹۴۵ فعالیت می‌کرد.
بیش از ۱۰۰ هزار نفر از اسیران جنگی، یهودیان، کمونیست‌ها و بسیاری کسان دیگر در این اردوگاه به قتل رسیدند. این اردوگاه ۴۲ اردوگاه فرعی نیز داشت.
پس از جنگ، زاکسنهاوزن برای چندین سال به عنوان اردوگاه بازداشت شوروی مورد استفاده قرار گرفت.

## ایجاد اردوگاه و سال‌های نخست: ۱۹۳۶–۱۹۳۹
در مارس ۱۹۳۳، چند هفته پس از به قدرت رسیدن حزب نازی در آلمان، یک اردوگاه موقت در شهر ارانینبورگ تأسیس شد، پس از آنکه نیروهای اس آ کارخانه‌ای متروکه در شهر را تصرف کردند و از آن برای زندانی کردن مخالفان سیاسی استفاده کردند. این اردوگاه نقش مهمی در دوره نخست تثبیت رژیم نازی در برلین از طریق ترور، سرکوب مخالفان و ناپدید کردن آنها ایفا کرد. مخالفان سیاسی که موفق به فرار از آلمان، اخبار وحشتناکی که در اردوگاه اورانینبورگ رخ می‌داد را منتشر کردند و ماشین تبلیغاتی نازی‌ها برای تکذیب آنها بسیج شد.
پس از انحلال عملی اس آ در شب دشنه‌های بلند، اردوگاه اورانینبورگ به دست اس اس افتاد که تصمیم به بستن آن در ۱۳ ژوئیه ۱۹۳۴ گرفت. دو سال بعد، در ۱۹۳۶، اس اس اردوگاه جدید، مدرن و با دقت طراحی را تأسیس کرد که در منطقه زاکسن‌هاوزن در حومه شهر و نه در مرکز آن قرار داشت و به نام «اردوگاه تمرکز زاکسن‌هاوزن» (KZ Sachsenhausen) شناخته شد. خود شهر اورانینبورگ به عنوان "شهر اس اس" شناخته شد، جایی که بسیاری از مقامهای ارشد سازمان با خانواده‌هایشان زندگی می‌کردند و بخشی از تأسیسات و ستادهایشان در کنار اردوگاه زاکسن‌هاوزن قرار داشت.
زاکسن‌هاوزن اولین اردوگاهی بود که پس از تحت فرماندهی قرار گرفتن نیروهای پلیس رایش به فرماندهی هاینریش هیملر ساخته شد. اردوگاه توسط معماران اس اس به عنوان «اردوگاه تمرکز ایده‌آل» طراحی شد، به‌طوری که ساختار آن دیدگاه ایدئولوژیک اس اس را منعکس کند و در عین حال زندانیانش را به قدرت غیرقابل انکار اس اس تسلیم کند. هیملر اردوگاه را به عنوان «نمونه‌ای از اردوگاه تمرکز مدرن، به‌روز، ایده‌آل و قابل گسترش» تعریف کرد. زاکسن‌هاوزن جایگاه ویژه و پیشرو در میان اردوگاه‌های تمرکز نازی داشت که ناشی از اولویت و نزدیکی آن به پایتخت رایش بود، امری که در سال ۱۹۳۸ با تصمیم به قرار دادن مدیریت نظارت بر تمامی اردوگاه‌های تمرکز در سراسر رایش در کنار آن تقویت شد.

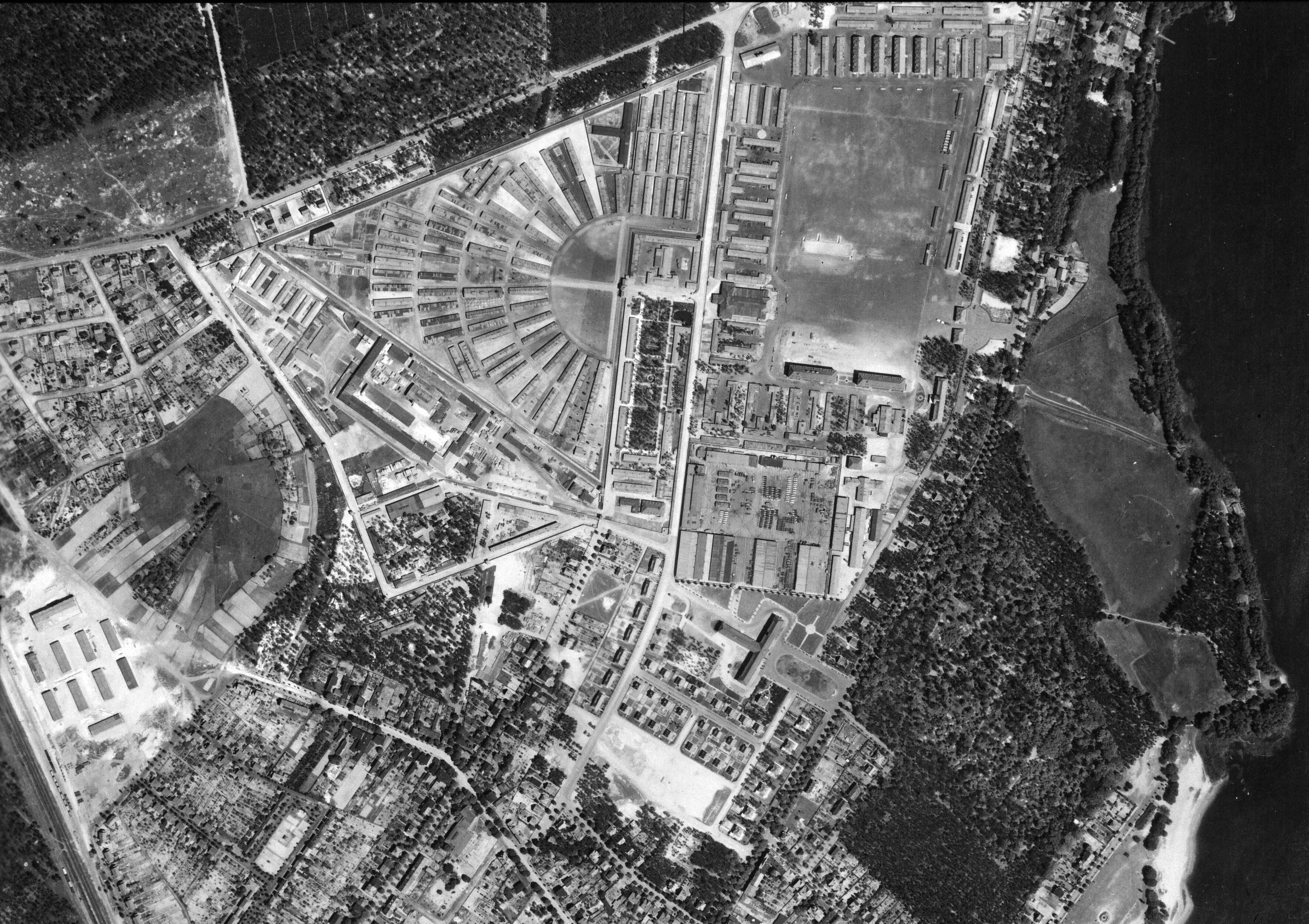
عکس اردوگاه کار اجباری زاکسنهاوزن، توسط نیروی هوایی سلطنتی، به تاریخ ۱۹۴۳.

اردوگاه زاکسن‌هاوزن رسماً در ۱۲ ژوئیه ۱۹۳۶ با انتقال گروه ای از ۵۰ زندانی از اردوگاه استرووگن برای ساخت اردوگاه افتتاح شد. اردوگاه به شکل مثلث متساوی‌الساقین ساخته شد، به‌طوری که ساختمان‌های آن به صورت متقارن در اطراف محور میانی مثلث قرار داشتند. ساختمان مدیریت اردوگاه در پایه مثلث قرار داشت و در جلوی آن میدان رژه به شکل نیم‌دایره قرار داشت. در اطراف میدان رژه، ساختمان‌های زندانیان به صورت نیم‌دایره ساخته شده بودند و در امتداد محور میانی به سمت رأس مثلث، محل اقامت اس اس قرار داشت. دروازه اردوگاه، در پایه مثلث و به عنوان بخشی از مجموعه مدیریت، نوشته معروف «کار آزاد می‌کند» (Arbeit Macht Frei) را داشت. 

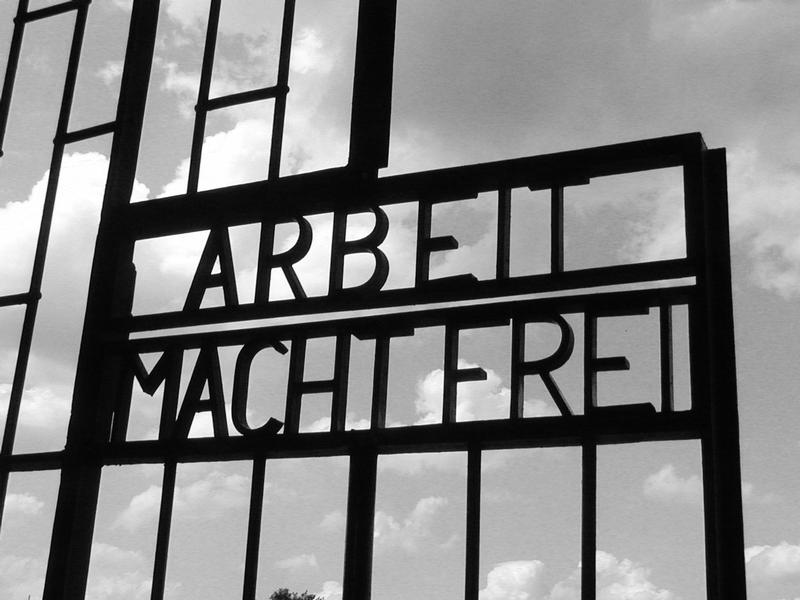
دروازه اردوگاه با کتیبه "کار آزاد می کند"

در دوره نخست فعالیت اردوگاه زاکسن‌هاوزن، عمدتا زندانیان سیاسی در آن زندانی بودند. پس از پگروم شب بلورین در شب ۹ نوامبر ۱۹۳۸، حدود ۶،۰۰۰ یهودی از ۳۰،۰۰۰ یهودی آلمان که به دستور رئیس اس اس هاینریش هیملر دستگیر شده بودند، در زاکسن‌هاوزن زندانی شدند. اردوگاه‌های داخائو و بوخن‌والت نیز با زندانیان این عملیات پر شدند. بیشتر این زندانیان پس از چند هفته آزاد شدند، پس از آنکه مجبور به پرداخت جریمه سنگین به مقامهای رایش و امضای تعهد به ترک آلمان شدند.

## در جنگ جهانی دوم
بلافاصله پس از آغاز جنگ جهانی دوم در سپتامبر ۱۹۳۹، پلیس آلمان ۹۰۰ یهودی برلین را دستگیر کرد که در زاکسنهاوزن زندانی شدند. همچنین یهودیان بدون تابعیت آلمانی که از اروپای شرقی فرار کرده بودند در زاکسنهاوزن زندانی شدند. 

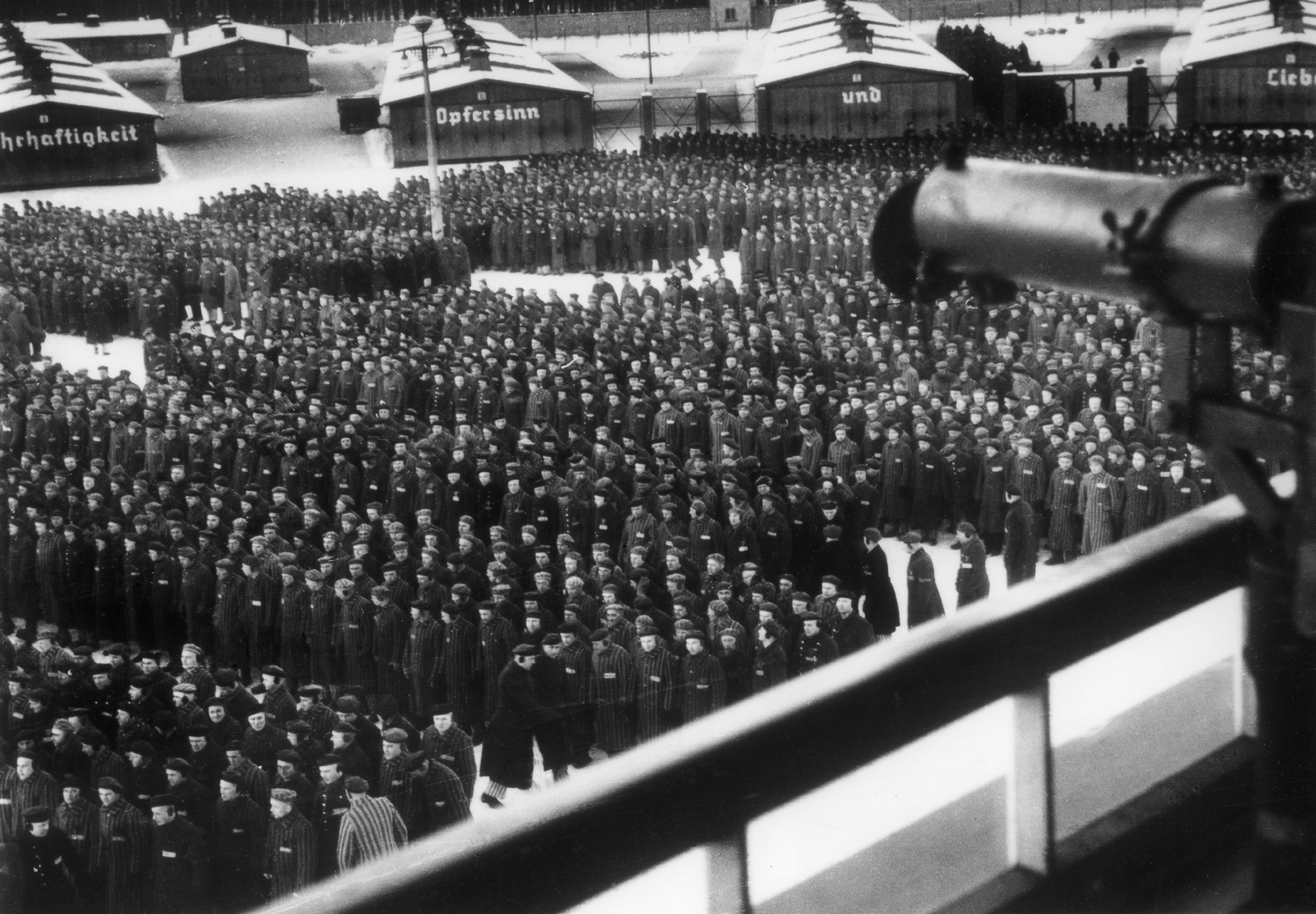
اسیران اردوگاه به ترتیب شمارش، ۱۹۳۶

با اشغال لهستان، بخشی از هزاران لهستانی از نخبگان - شخصیت‌های دولتی، روشنفکران، کشیشان، معلمان و غیره - که توسط آلمانی‌ها دستگیر شده بودند تا هرگونه رهبری لهستانی را خنثی کنند، به عنوان زندانی به زاکسنهاوزن رسیدند. شرایط اردوگاه با افزایش تراکم جمعیت بدتر شد و در غیاب شرایط بهداشتی مناسب و جیره‌های غذایی کافی، بسیاری از زندانیان از گرسنگی، بیماری و خستگی جان باختند.
از آوریل تا ژوئن ۱۹۴۱، دکتر فریدریش منکه، پزشک اس‌اس، در میان زندانیان اردوگاه گزینش انجام داد و زندانیان خسته و بیمار را در چارچوب عملیات گسترش برنامه T4 - اوتانازی و اعمال آن بر زندانیان اردوگاه‌هایی که برای کار کردن ضعیف بودند، به مرگ محکوم کرد. زندانیان محکوم به مرگ به زوننشتاین، مرکزی که در آن افراد معلول جسمی و ذهنی به‌طور سیستماتیک توسط پزشکان اس‌اس با گاز کشته می‌شدند، منتقل شدند.
در نیمه دوم سال ۱۹۴۱، حدود ۱۸،۰۰۰ اسیر جنگی شوروی در زاکسنهاوزن زندانی شدند. حدود ۱۳،۰۰۰ نفر از آنها در اردوگاه اعدام شدند. در اواخر ماه مه ۱۹۴۲، حدود ۹۶ یهودی با تیراندازی کشته شدند.
در مارس ۱۹۴۳، در اردوگاه یک اتاق گاز که به عنوان حمام پنهان شده بود، ساخته شد که عمدتا برای کشتن اسیران جنگی شوروی استفاده می‌شد.
در طول این دوره، یهودیان، کمونیست‌ها، همجنس‌گرایان، کولی‌ها و مخالفان رژیم از سراسر رایش به اردوگاه فرستاده می‌شدند. همچنین در دوره‌های خاصی، برخی از رهبران سیاسی کشورهای اروپای اشغالی در آنجا زندانی بودند. در اوت ۱۹۴۴، ۳،۵۰۰ لهستانی از تبعیدشدگان ورشو در جریان تلاش‌ها برای سرکوب قیام ورشو به اردوگاه فرستاده شدند.
در اوایل سال  ۱۹۴۵، جمعیت اردوگاه حدود ۶۵،۰۰۰ زندانی بود که حدود ۱۳،۰۰۰ نفر از آنها زن بودند. اردوگاه گسترش یافت و بیش از ۶۰ اردوگاه فرعی را شامل شد که نیروی کار برای کارخانه‌های صنعت تسلیحات آلمان در اطراف برلین فراهم می‌کردند - صنعتی که به کار اجباری متکی بود. یک اپیدمی تیفوس که در اردوگاه، مانند سایر اردوگاه‌های تمرکز، شیوع داشت، قربانیان زیادی گرفت.
با پیشروی متفقین به سمت برلین، نگهبانان اس‌اس شروع به تخلیه اجباری زندانیان اردوگاه کردند. ۳۰،۰۰۰ زندانی در یک راهپیمایی مرگ به سمت شمال‌ شرق هدایت شدند، که بسیاری از آنها در راه از خستگی و گرسنگی مردند یا توسط افراد اس‌اس تیراندازی شدند. در ۲ مه ۱۹۴۵، ارتش سرخ باقی‌مانده راهپیمایان  راهپیمایی مرگ را در نزدیکی شهر شوورین در آلمان آزاد کرد. خود اردوگاه زاکسنهاوزن در ۲۲ آوریل ۱۹۴۵ توسط نیروهای شوروی آزاد شد. در زمان آزادسازی، تنها حدود ۳،۰۰۰ زندانی خسته، بیمار و گرسنه در محل یافت شدند.
بر اساس سوابق آلمانی‌ها، در مجموع ۱۴۰،۰۰۰ زندانی ثبت شده در زاکسنهاوزن بودند که از این تعداد ۳۰،۰۰۰ نفر در طول اقامت خود در اردوگاه جان باختند. این آمار شامل نمی‌شود ده‌ها هزار زندانی دیگر که ثبت نشده بودند، از جمله بیش از ۱۸،۰۰۰ اسیر جنگی شوروی که بیشتر آنها مدت کوتاهی پس از رسیدن به اردوگاه کشته شدند. برخی منابع تعداد قربانیان اردوگاه را حدود ۱۰۰،۰۰۰ نفر تخمین می‌زنند.

### عملیات برنهارت
در زاکسنهاوزن، اس‌اس عملیات برنهارت (به آلمانی: Aktion Bernhard) را اجرا کرد. این عملیاتی بود که نازی‌ها در دوران جنگ جهانی دوم برای تضعیف اقتصاد بریتانیا با پر کردن بریتانیا با اسکناس‌های جعلی به مبلغ کل میلیون‌ها پوند استرلینگ آغاز کردند. طرح عملیات ابتکار اس‌اس بود و تأیید هاینریش هیملر را دریافت کرد. اجرای عملیات به میور اس‌اس برنهارت کریگر واگذار شد و عملیات به نام او نامگذاری شد. 

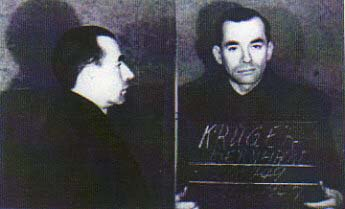
میور اس اس برنهارت کروگر، پس از دستگیری او در سال ۱۹۴۶.

اسکناس‌های جعلی در زاکسنهاوزن چاپ شدند. کریگر یک کارکنان متشکل از ۱۴۲ نفر، برخی از زندانیان اردوگاه که دانش و تجربه در چاپ داشتند، تشکیل داد و با کمک آنها پوند استرلینگ را جعل کرد. اعضای کارکنان نسبت به سایر زندانیان از مزایای بسیار ویژه‌ای برخوردار بودند که شامل غذای فراوان، مراقبت‌های پزشکی و محل اقامت مناسب بود. عملیات آنقدر محرمانه بود که حتی نگهبانانی که اطراف ساختمان‌هایی که عملیات در آن انجام می‌شد، نگهبانی می‌دادند، نمی‌دانستند از چه چیزی محافظت می‌کنند. تا پایان جنگ، نازی‌ها موفق به جعل نزدیک به نه میلیون اسکناس بریتانیایی به مبلغی نزدیک به ۱۳۵ میلیون پوند استرلینگ شدند. اسکناس‌ها به قدری به‌طور کامل جعل شده بودند که تشخیص آنها از اسکناس‌های اصلی بریتانیایی دشوار بود.
نازی‌ها قصد داشتند اسکناس‌ها را بر فراز جزیره بریتانیا پخش کنند، با این باور که به جز چند نفر صادق، بیشتر کسانی که اسکناس‌ها را پیدا می‌کنند، آنها را برای خود نگه می‌دارند و از آنها استفاده می‌کنند. این قصد محقق نشد زیرا با تغییر روند جنگ در سال ۱۹۴۳، نازی‌ها به اسکناس‌های جعلی برای اهداف حیاتی‌تر، مانند واردات مواد خام استراتژیک و پرداخت به عوامل جاسوسی نازی نیاز داشتند.
هنگامی که نیروهای متفقین به اردوگاه زاکسنهاوزن نزدیک شدند، تیم جعل‌کنندگان به ااردوگاه کار اجباری ماوتهاوزن در اتریش منتقل شدند. در آستانه شکست نهایی در ماه مه ۱۹۴۵، نازی‌ها قصد داشتند اعضای کارکنان را در ابنزه (Ebensee)، زیر اردوگاه ماتهاوزن، بکشند. اما هنگامی که نیروهای ارتش ایالات متحده به محل نزدیک شدند، نگهبانان فرار کردند و همه اعضای تیم در میان ۱۶،۰۰۰ زندانی در ابنزه پراکنده شدند و جانشان نجات یافت. افراد در ۵ مه توسط ارتش آمریکا آزاد شدند.
در اردوگاه زاکسنهاوزن، رودولف فرانتس هس خدمت می‌کرد، قبل از انتصاب به عنوان فرمانده اردوگاه مرگ آشویتس، و خاطرات هس اطلاعات زیادی در مورد روش‌های عملکرد اردوگاه ارائه می‌دهد. منبع مهم دیگر اطلاعات، گواهی های گواهان و متهمان در دادگاه برلین است.

### شورش
در ۲۳ اکتبر ۱۹۴۲، رئیس اس‌اس هاینریش هیملر دستور اخراج همه یهودیان در اردوگاه‌های تمرکز واقع در مرزهای «رایش قدیم» به اردوگاه آشویتس را صادر کرد. این منجر به یک اقدام مقاومت در زاکسنهاوزن شد، هنگامی که در مواجهه با مرگ فوری، هجده جوان یهودی در صف شورش کردند، به سمت منطقه فرماندهی دویدند و با افراد اس‌اس مبارزه کردند. به دلایلی، فرمانده اردوگاه دستور اعدام فوری آنها را نداد و در ۲۳ اکتبر ۱۹۴۲، یک کاروان از زاکسنهاوزن به آشویتس با ۴۵۴ زندانی یهودی، از جمله ۱۸ شورشی، خارج شد.

## پس از جنگ
یک کمیته تحقیقاتی شوروی پس از جنگ از اردوگاه بازدید کرد تا شواهدی از جنایات نازی‌ها که در آنجا انجام شده بود جمع‌آوری کند. در نتیجه کار این کمیته، ۱۶ نفر از اعضای اس‌اس که از نگهبانان اردوگاه بودند، در اواخر سال ۱۹۴۷ در دادگاه نظامی شوروی در برلین محاکمه شدند. ۱۴ نفر از آنها به حبس ابد با اعمال شاقه محکوم شدند و دو نفر دیگر به ۱۵ سال زندان. آنها برای گذراندن مجازات خود به معادن زغال سنگ دریای شمال فرستاده شدند. شش نفر از آنها در پنج ماه اول گذراندن مجازات خود جان باختند. بقیه در سال ۱۹۵۶ آزاد شدند و به آلمان شرقی فرستاده شدند، جایی که دوباره محاکمه شدند و برخی از آنها به دوره‌های زندان اضافی محکوم شدند.

### اردوگاه بازداشت شوروی
از اوت ۱۹۴۵، این مکان به عنوان اردوگاه بازداشت شوروی استفاده شد که بزرگترین اردوگاه در مناطق اشغالی آنها بود. اردوگاه به نام «اردوگاه ویژه شماره ۱» نامیده شد و در آن نازی‌های آلمانی، فعالان ضد کمونیست و همکاران شوروی با رژیم نازی زندانی شدند. در سال ۱۹۵۰، شوروی‌ها اردوگاه را تخلیه کردند و بیشتر تأسیسات آن را تخریب کردند. در طول ۵ سال فعالیت خود به عنوان اردوگاه شوروی، حدود ۶۰،۰۰۰ زندانی در آنجا زندانی شدند و تخمین زده می‌شود که حداقل ۱۲،۰۰۰ نفر از آنها به دلیل گرسنگی و بیماری در آنجا جان باختند. اگرچه این سؤال که آیا شوروی‌ها به‌طور سیستماتیک به زندانیان آسیب فیزیکی رسانده‌اند تا آنها را به مرگ برسانند مورد بحث است، محققان غربی با اطمینان می‌گویند که در اردوگاه اعدام‌ها و شلاق‌زنی‌ها انجام شده است.

### سایت یادبود

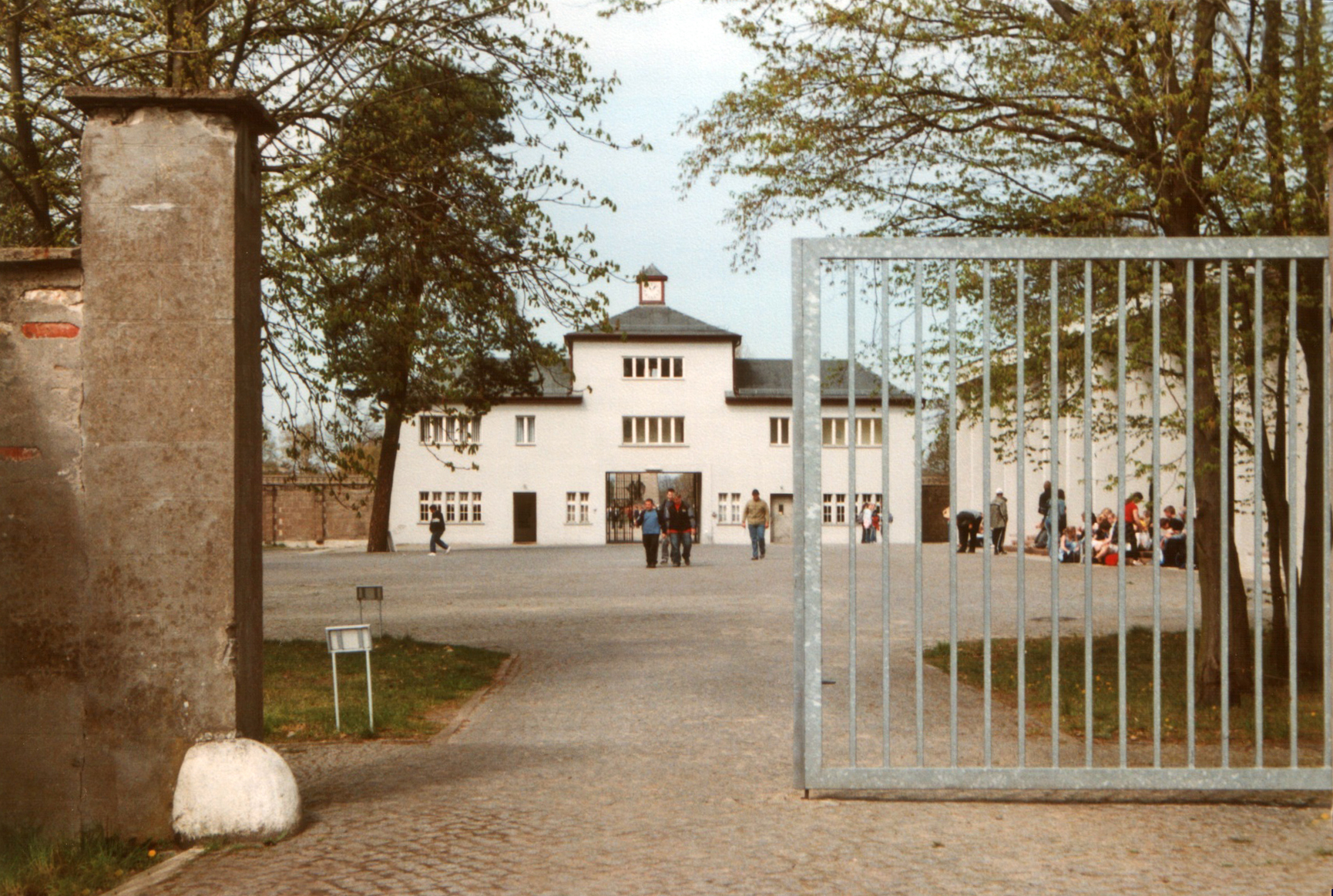
ورودی اردوگاه در آغاز سده بیست و یکم.

از سال ۱۹۶۱، این مکان به عنوان سایت یادبود استفاده می‌شود. توسعه اولیه آن به عنوان سایت یادبود شامل تخریب بیشتر ساختمان‌ها و تأسیسات آن و برپایی یادبودهایی بود که به‌طور برجسته مخالفان سیاسی رژیم نازی را نسبت به سایر قربانیان اردوگاه، در روحیه رژیم آلمان شرقی، به یاد می‌آورد. پس از سقوط رژیم کمونیستی و اتحاد آلمان، یک بنیاد عمومی تأسیس شد که سایت را اداره می‌کند و مسئول نمایشگاه‌های یادبود در آن است.
در اوایل سده بیست و یکم، چندین موزه در سایت فعالیت می‌کنند، یکی از آنها سال‌های این مکان به عنوان اردوگاه شوروی را به یاد می‌آورد. برخی از ساختمان‌های اردوگاه بازسازی یا بازسازی شده‌اند، از جمله ساختمان ورودی، برج‌های نگهبانی، کوره‌های کرماتوریوم و باراک‌های زندان.

## همچنین ببینید
- هولوکاست
- روز یادبود هولوکاست و شجاعت
- گزینش در هولوکاست
- عملیات تی۴
- فهرست اردوگاه‌های کار اجباری نازی‌ها